# Lovely Complex
Lovely Complex (ラブ★コン Rabu Kon?) es un manga japonés escrito e ilustrado por Aya Nakahara. Ha sido licenciada en Estados Unidos por VIZ Media, en Italia por Planet Manga, en España por Planeta DeAgostini  y en México antiguamente por Grupo Editorial Vid y actualmente por Editorial Panini bajo el sello Panini Manga. En el 2006 se creó un juego para la consola PlayStation 2. En ese mismo año también se realizó una película en imagen real. El 7 de abril de 2007 se estrenó para la televisión una serie de anime. 
Actualmente se encuentra un nuevo manga llamado Lovely Complex Deluxe, sin embargo, en esta ocasión Risa y Otani son personajes secundarios, el rol protagónico lo tiene el hermano de Risa y se adentra en su historia en el instituto.

## Argumento
La historia trata acerca de dos jóvenes; la joven Koizumi Risa, quien relativamente alta para su entorno (1,70 m; 5'8); y un chico, Atsushi Otani, bastante bajo para la media (1,56 m; 5'1). Son conocidos como All Hanshin Kyojin (un dúo de cómicos japoneses, uno es alto y otro bajo) desde que su profesor empezó a llamarlos así el primer día en el instituto. Desde el principio esto causó un conflicto entre los dos, que acabaron llevándose mal. Como ambos tenían problema en encontrar pareja, Otani, quien se interesó en una de las amigas de Risa (Chiharu), al darse cuenta de que a Risa le gustaba un chico de las clases de verano (Suzuki), le propuso dejar sus diferencias a un lado para ayudarse mutuamente. A partir de ese entonces empezaron a llevarse mejor incluso cuando peleaban frecuentemente. Pero ambos tienen muchas cosas en común, a pesar de su diferencia física. Su cantante favorito es el mismo, "Umibôzu"; esto los hace más unidos todavía y hace que sus amigos siempre quieran juntarlos como pareja.
Y se van enamorando poco a poco.

### Manga y anime
Se presenta a la prometida de Maity, inclusive en el capítulo 57 del manga Risa y sus amigos asisten a la boda, además, la manera en como Seiko conoce a Otani no es mediante un perro como lo indica el anime, sino que ella se enamora únicamente al observarlo y verlo actuar en la inauguración.
Risa y Otani en el episodio 4 del anime acompañan a sus amigos a ver la compatibilidad de pareja, en el manga ellos también realizan la prueba y sacan el 100% de compatibilidad.  La primera cita de Otani y Risa en el manga es realmente es un lugar de juegos ya que Otani sabía que ella le encantaría ese lugar ya que ella es muy buena en todo esto, en el anime ellos van a este lugar cuando salen con Mimi-chan. 
El anime es muy fiel al manga en el principio de la relación de Risa y Otani, pero, cuando ellos ya son novios el anime omite varias de sus aventuras como parejas. En el manga se puede apreciar más como Otani va queriendo a Risa, claro sin perder el humor. Además en el capítulo 67 del manga se puede echar un vistazo a la relación de este par, tres meses después que Otani ya entró a la universidad y Risa en la escuela técnica, mientras que ella siente que la relación se está acabando Otani le dice que la ama y esto revive nuevamente el amor entre ambos. 
Existen tres mangas plus los cuales se adentran en la relación de Yoshi con Otani y con Risa respectivamente y como él fue quién les enseñó Umibozu a ambos. Además Risa y Otani se dan cuenta de que ellos ya se habían conocido antes en uno de sus conciertos.

## Personajes
Risa Koizumi (小泉リサ Koizumi Risa?)
Voz por: Akemi Okamura
Risa es la protagonista de Lovely Complex. Risa mide 1,70 metros de altura, en los primeros capítulos y esa altura es demasiado alta para una mujer japonesa de su edad. Pero eso empeora cuando descubre que creció dos centímetros más (1,72) a partir del segundo año. Además de su altura, se dice que no es tierna, pero se comporta de manera muy "kawaii" al expresar sus sentimientos o estar melancólica, así como es muy tímida en el fondo, tampoco femenina pero si agradable y graciosa, uno de sus hábitos es jugar videojuegos, cosa considerada rara entre las chicas niponas. Irónicamente, su nombre significa "Río Pequeño".Su cumpleaños es el 3 de agosto. Ella tiene diversos apodos, entre ellos, jirafa. A pesar de todo, ella es bastante impulsiva y fuerte. Es una fanática del cantante Umibozu al igual que Otani.
Atsushi Otani (大谷敦士 Ootani Atsushi?)
Voz por: Akira Nagata
Atsushi Otani es bastante pequeño para su edad, teniendo 1,56 de altura, su cabello es color castaño. Así como Koizumi, su nombre también tiene un significado: "Gran Valle". Otani es la gran estrella del equipo de baloncesto de la escuela, aun siendo bajo. Con Risa son conocidos como All Hanshin Kyojin.
Cuando están juntos, se ven extraños ante los demás, por la diferencia física. También es seguidor incondicional de Umibozu, lo que es precisamente una de las cosas que lo unen a Risa. Sus familiares le llaman A-chan. 
Nobuko Ishihara (石原信子 Ishihara Noboku?)
Voz por: Saori Higashi
Amiga de Risa. Insiste en que ella y Otani están hechos el uno para el otro, y es quien siempre le dice a Risa que deberían ser pareja. Entre sus amigas le dicen "Nobu-chan". Es la novia de Nakao.En el capítulo 21 decide irse con su abuela de viaje para vivir con ella. Le gustan las cosas que tengan que ver con amor.
Heikichi Nakao (中尾平吉 Nakao Heikichi?)
Voz por: Yasuhiko Tokuyama
Novio de Nobuko. Estuvo en la misma escuela que Otani. Es una persona muy tranquila y quiere mucho a Nobu. Siempre está pendiente de Otani y lo molesta a menudo con Risa. Es el que siempre tiene informada a Nobu de los sentimientos de Otani. Sus familiares tienen una pastelería. Casi siempre esta con Nobu, y no quisiera que se vaya. Cuando se entera de que Nobu se va de viaje, empieza a actuar raro, y se pone muy distraído, y cuando Nobu va a hacer el examen de ingreso, él va a decirle que tenga buena suerte y que nunca lo olvide.
Chiharu Tanaka (田中千春 Tanaka Chiharu?)
Voz por: Kazuko Kojima
Amiga de Risa y Nobu. Es pequeña, estudiosa y muy tímida. Le tenía miedo a los hombres ya que siempre había pensado que eran malos y agresivos, hasta que conoció a Otani y a Suzuki, quienes la hicieron cambiar de parecer. Sale con Suzuki. A pesar de parecer una chica tímida, es un poco agresiva cuando Suzuki dice que será remplazado por otro chico para que la cuide en la universidad.
Ryoji Suzuki (鈴木涼二 Suzuki Ryōji?)
Voz por: Kenjirō Tsuda
El chico que le gustó a Risa a primera vista. Es alto, serio y callado. Después de que Otani le pidiera ser su amigo, se volvió un miembro más del grupo de Risa y los otros. Sale con Chiharu. Reprueba su examen de admisión a la universidad.
Haruka Fukagawa (深川遥 Fukagawa Haruka?)
Voz por: Masaya Onosaka
Risa y él eran amigos cuando estaban en la primaria. Él tenía una actitud muy débil frente a los niños que lo molestaban en su escuela, su abuela lo vestía de niña y también por ello Risa lo tenía que defender. Años después vuelve del extranjero transformado en alguien muy diferente y al encontrarse con Risa se propone el objetivo de conquistarla. Considera a Risa como su "héroe". Primo de Maity-sensei y mejor amigo de Seiko.
Seishirou Kotobuki (寿聖子郎 Kotobuki Seishirō?)
Voz por: Fujiko Takimoto
Es una chica quien dice que Dios se equivocó al colocarla en el cuerpo de un chico. Siempre aparece vestida de chica y prefiere que la llamen Seiko (聖子?). Ella está enamorada de Otani desde que este la salvó de un perro callejero. Al entrar al colegio se hace amiga de Risa & Noboku, y decide conquistar a Otani. Pronto se sabe que Seiko es una chica transexual, por lo que Otani queda algo perturbado por haberla besado. Ante la burla de sus compañeras, Risa defiende a Seiko, y se vuelve un miembro más del grupo de amigos. Mejor amiga de Haruka.
Mayu Kanzaki (神崎真由 Kanzaki Mayu?)
Voz por: Yuki Matsuoka
Es la exnovia de Otani. Físicamente es muy parecida a Chiharu. Dejó a Otani por un chico muchísimo más alto que él cuando aún iban en primaria, lo que hizo que su complejo de inferioridad fuese aún mayor. Invitó a Otani a la fiesta de Navidad del equipo de básquet y el aceptó, aunque luego termina yendo con Risa al concierto de Umibozu.
Mimi Yoshioka (?)
Voz por: Kae Araki
Cuando está con Otani prefiere comportarse linda, ya que a él le gusta. Todos los días le traía leche, según ella era para que pudiese crecer y poder ser novios, ya que Otani no salía con chicas más altas que él. Otani no tenía ningún sentimiento hacia ella, solamente el de la amistad, Risa sintió compasión de ella (quien exactamente tiene la misma altura que Mimi). Ella está terriblemente celosa de Risa, Actúa muy hipócrita con Risa y Otani, ya que con Otani se comporta extremadamente tierna y linda, en cambio con Risa se comporta pesada. Es modelo.
Kohori Kazuki (?)
Voz por: Hiroki Shimowada
Un joven estudiante que trabaja a tiempo parcial con Risa en Ikebe. Él es menor que ella, aunque ligeramente más alto que Otani (1.58 m). Tiene el cabello de color negro con una mecha roja. Risa pronto descubre que él también es un ávido fan de Umibouzu. Desarrolla sentimientos por Risa, quien admite que lo encuentra 'lindo'. Asiste a un concierto de Umibozu con Risa, lo que hace que la relación de ella y Otani se complique. Alrededor de capítulo 60 del manga, la compañera de Risa, Abe, demuestra sentimientos por él y termina por convertirse en su novia.
Kuniumi Maitake (舞竹国海 Maitake Kuniumi?)
Voz por: Junichi Suwabe
Es el profesor de inglés del salón donde está el grupo de Risa y Otani. Es muy parecido a uno de los personajes de los videojuegos de Risa. Es primo de Haruka. Tienen su propio club de fanes y una prometida. En la versión en imagen real él dice horosh queen.
Matsubara-san (松原さん Matsubara san?)
La gerente a cargo del restaurante donde trabaja Risa. Lleva gafas y es bastante curiosa. Cuando ella está borracha, se vuelve salvaje y hace cosas que no recuerda el día siguiente.
Yoshi (よし Yoshi?)
Aparece por primera vez en el manga Lovely Complex Plus. Es un chico aparentemente frío, que no tenía amigos porque cambiaba con frecuencia de escuela a causa del trabajo de sus padres. Fue amigo de Koizumi y Otani cuando iba en la secundaria. Gracias a él, Otani y Risa conocieron a Umibozu.
Umibozu
Actor: Susumu Terajima
Es un popular rapero del cual Risa y Otani son fanes, lo que hace que Nobu sugiera que los dos son compatibles. Risa y Otani se cruzan accidentalmente con Umibozu en un viaje escolar y se dan cuenta de que él es un hombre devoto a su familia, con una mujer y un hijo. Él lleva el nombre de la criatura mitológica Umibozu debido a su cabeza calva.

## Lanzamiento

### Manga
| Volumen N.º | Lanzamiento              | ISBN                   |
| ----------- | ------------------------ | ---------------------- |
| 1           | 25 de marzo de 2002      | ISBN 4-08-847487-2     |
| 1           | 3 de julio de 2007       | ISBN 978-1-4215-1343-0 |
| 2           | 25 de julio de 2002      | ISBN 4-08-847532-1     |
| 2           | 4 de septiembre de 2007  | ISBN 978-1-4215-1344-7 |
| 3           | 25 de octubre de 2002    | ISBN 4-08-847563-1     |
| 3           | 6 de noviembre de 2007   | ISBN 978-1-4215-1345-4 |
| 4           | 25 de febrero de 2003    | ISBN 4-08-847604-2     |
| 4           | 1 de enero de 2008       | ISBN 978-1-4215-1538-0 |
| 5           | 25 de junio de 2003      | ISBN 4-08-847642-5     |
| 5           | 4 de marzo de 2008       | ISBN 978-1-4215-1738-4 |
| 6           | 24 de octubre de 2003    | ISBN 4-08-847676-X     |
| 6           | 6 de mayo de 2008        | ISBN 978-1-4215-1739-1 |
| 7           | 25 de febrero de 2004    | ISBN 4-08-847715-4     |
| 7           | 1 de julio de 2008       | ISBN 978-1-4215-1740-7 |
| 8           | 23 de julio de 2004      | ISBN 4-08-847762-6     |
| 8           | 2 de septiembre de 2008  | ISBN 978-1-4215-1741-4 |
| 9           | 25 de noviembre de 2004  | ISBN 4-08-847802-9     |
| 9           | 4 de noviembre de 2008   | ISBN 978-1-4215-1742-1 |
| 10          | 25 de marzo de 2005      | ISBN 4-08-847836-3     |
| 10          | 6 de enero de 2009       | ISBN 978-1-4215-1743-8 |
| 11          | 25 de julio de 2005      | ISBN 4-08-847877-0     |
| 11          | 3 de marzo de 2009       | ISBN 978-1-4215-2369-9 |
| 12          | 22 de diciembre de 2005  | ISBN 4-08-846017-0     |
| 12          | 5 de mayo de 2009        | ISBN 978-1-4215-2370-5 |
| 13          | 25 de abril de 2006      | ISBN 4-08-846050-2     |
| 13          | 7 de julio de 2009       | ISBN 978-1-4215-2371-2 |
| 14          | 14 de julio de 2006      | ISBN 4-08-846074-X     |
| 14          | 1 de septiembre de 2009  | ISBN 978-1-4215-2372-9 |
| 15          | 25 de diciembre de 2006  | ISBN 4-08-846124-X     |
| 15          | 3 de septiembre de 2009  | ISBN 978-1-4215-2373-6 |
| 16          | 13 de marzo de 2007      | 978-4-08-846148-9      |
| 16          | 5 de enero de 2010       | ISBN 978-1-4215-2383-5 |
| 17          | 25 de septiembre de 2007 | 978-4-08-846215-8      |
| 17          | 2 de marzo de 2010       | ISBN 978-1-4215-3234-9 |

### Estaciones de TV
| Estación de TV | Primera emisión     | Fecha de emisión | Hora (Japón) |
| -------------- | ------------------- | ---------------- | ------------ |
| TBS            | 7 de abril de 2007  | Sábados          | 17:30        |
| MBS            | 14 de abril de 2007 | Sábados          | 13:55        |
| CBC            | 13 de abril de 2007 | Viernes          | 13:55        |
| TUY            | 4 de mayo de 2007   | Viernes          | 16:24        |
| BS-i           | 3 de junio de 2007  | Domingo          | 11:00        |